# Ananie de Damas
Pour l’article homonyme, voir Ananie.

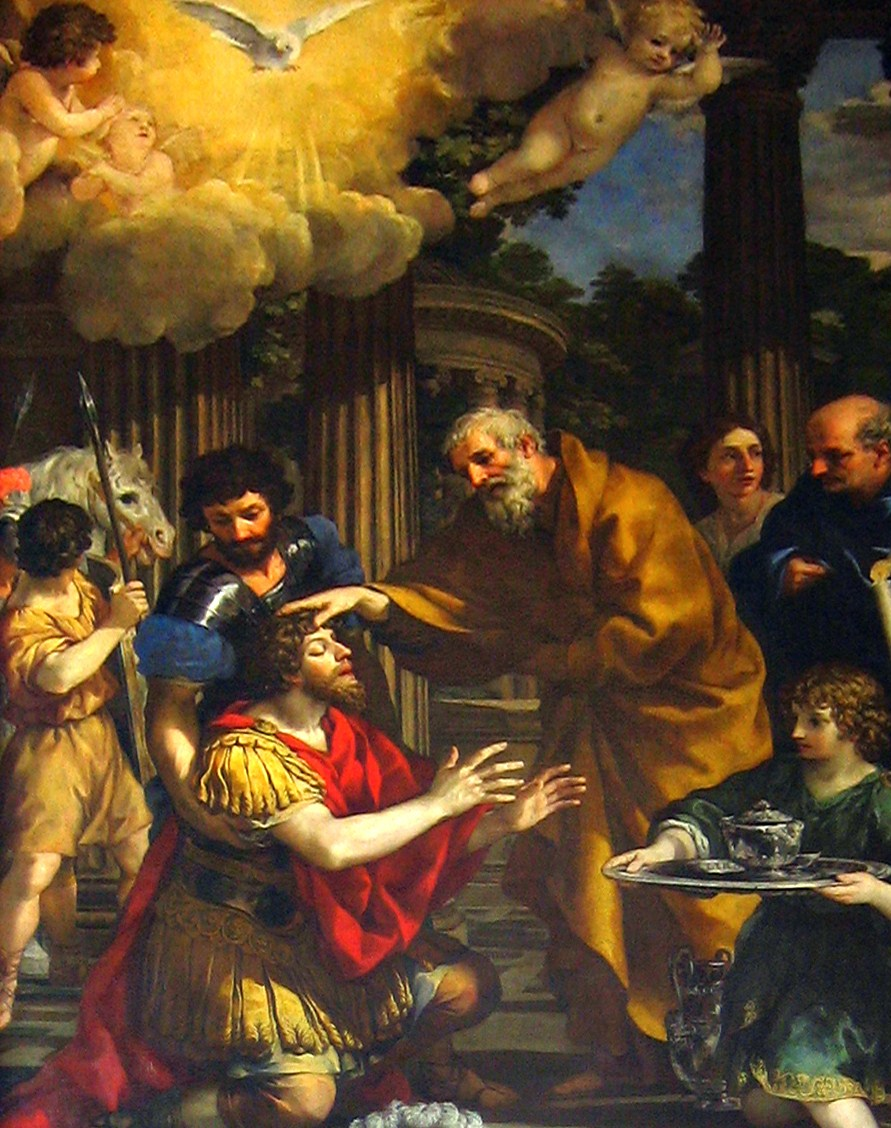
Saint Ananie rend la vue à saint Paul par Pietro da Cortona (1631).

Ananie (הֲנַנְיָה, Hananiah en hébreu, ou Ananias en grec) est un saint de l'Église catholique. Son nom hébraïque, Hananiah, vient de la racine trilittère חנן (Ḥ-N-N) et signifie « Grâce de Jah ». Dans le Nouveau Testament, Ananie impose les mains à Saul de Tarse, qui retrouve alors la vue : « Les écailles tombèrent de ses yeux. »

## La tradition chrétienne
D'après les Actes des Apôtres, Ananie vit à Damas. Au chapitre 9, il apparaît comme l'un des premiers Juifs à s'être convertis au christianisme et à faire partie de l'Église de Jérusalem. Au chapitre 22:12, il est décrit comme un homme qui observe la Loi (la Torah) et est respecté par les Juifs.
Selon le récit de Ac 9, Saul de Tarse vient d'arriver à Damas et il est aveugle depuis trois jours. Accomplissant la volonté de Dieu, Ananie va alors le trouver, lui impose les mains et lui rend la vue. Saul, devenu Paul, reçoit aussitôt le baptême.
Saint Ananie est fêté le 25 janvier, jour où l'Église catholique célèbre la conversion de Paul.

## Le texte des Actes des Apôtres
Saul se releva et, bien qu'il eût les yeux ouverts, il ne voyait rien. Ils le prirent par la main pour le faire entrer à Damas.
Pendant trois jours, il fut privé de la vue et il resta sans manger ni boire.
Or il y avait à Damas un disciple nommé Ananie. Dans une vision, le Seigneur l'appela : « Ananie ! » Il répondit : « Me voici, Seigneur. »
Le Seigneur reprit : « Lève-toi, va dans la rue Droite, chez Jude : tu demanderas un homme appelé Saul, de Tarse. Il est en prière,
et il a eu cette vision : un homme, du nom d'Ananie, entrait et lui imposait les mains pour lui rendre la vue. »
Ananie répondit : « Seigneur, j'ai beaucoup entendu parler de cet homme, et de tout le mal qu'il a fait à tes fidèles de Jérusalem.
S'il est ici, c'est que les chefs des prêtres lui ont donné le pouvoir d'arrêter tous ceux qui invoquent ton Nom. »
Mais le Seigneur lui dit : « Va ! cet homme est l'instrument que j'ai choisi pour faire parvenir mon Nom auprès des nations païennes, auprès des rois et des fils d'Israël. Et moi, je lui ferai découvrir tout ce qu'il lui faudra souffrir pour mon Nom. »
Ananie partit donc et entra dans la maison. Il imposa les mains à Saul, en disant : « Saul, mon frère, celui qui m'a envoyé, c'est le Seigneur, c'est Jésus, celui qui s'est montré à toi sur le chemin que tu suivais pour venir ici. Ainsi, tu vas retrouver la vue, et tu seras rempli d'Esprit Saint. »
Aussitôt tombèrent de ses yeux comme des écailles, et il retrouva la vue. Il se leva et il reçut le baptême.
Puis il prit de la nourriture et les forces lui revinrent.

## Traditions ultérieures
Selon une tradition, Ananie aurait évangélisé Damas, avant d'en devenir évêque, puis de mourir martyrisé à Eleutheropolis (connue à l'époque comme Beth Guvrin, Beth Govri ou Beth Gouvria) vers l'année 60. Il existe des reliques d'Ananie, conservées à Rome, dans la basilique Saint-Paul-hors-les-Murs et offertes à l'Église par Charles IV du Saint-Empire.

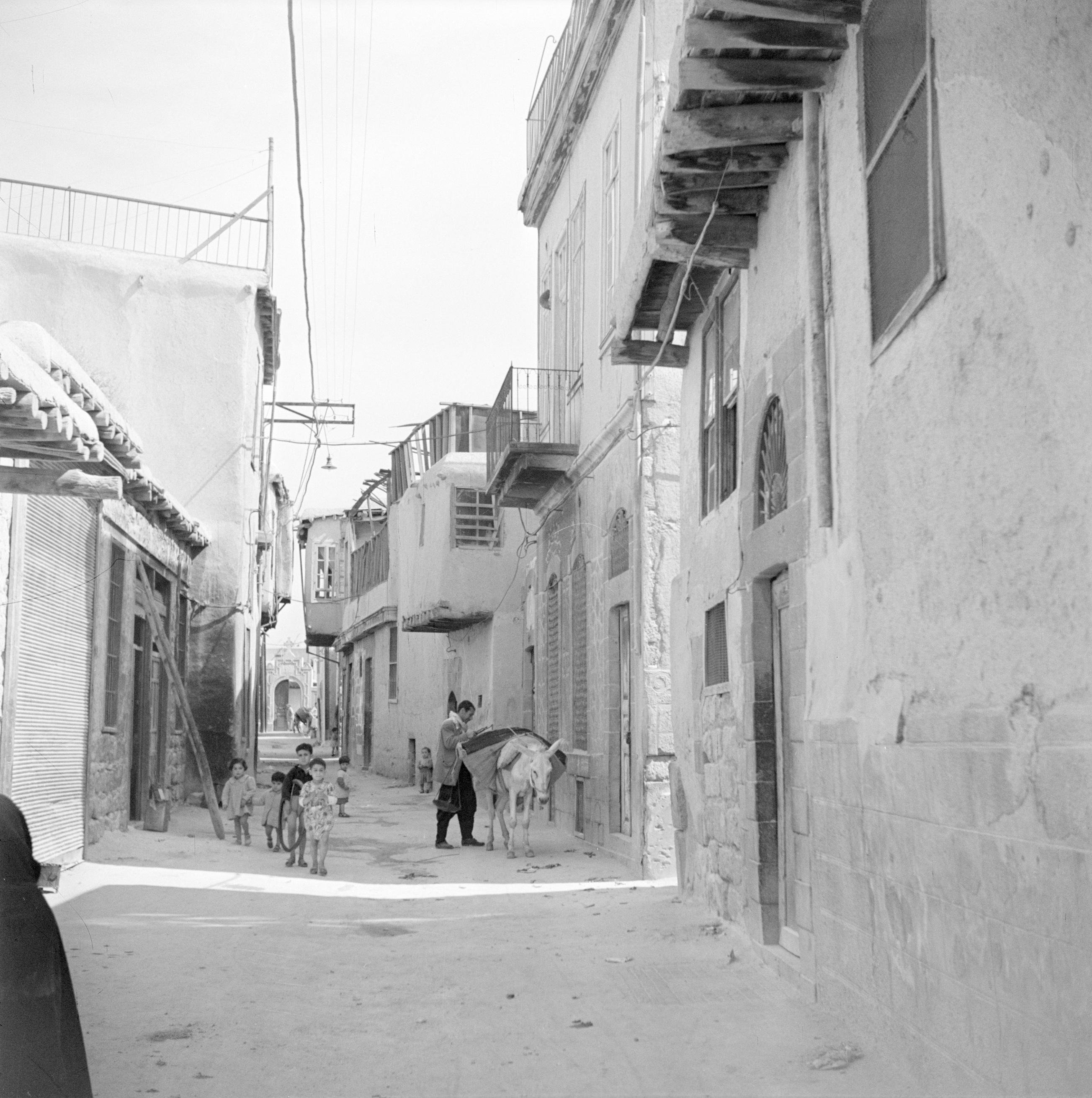
Sur cette vue de la rue Droite dans la vieille ville de Damas, prise en 1950 par le photographe néerlandais Willem van de Poll, à droite, la maison que la tradition dit être celle d'Ananie.
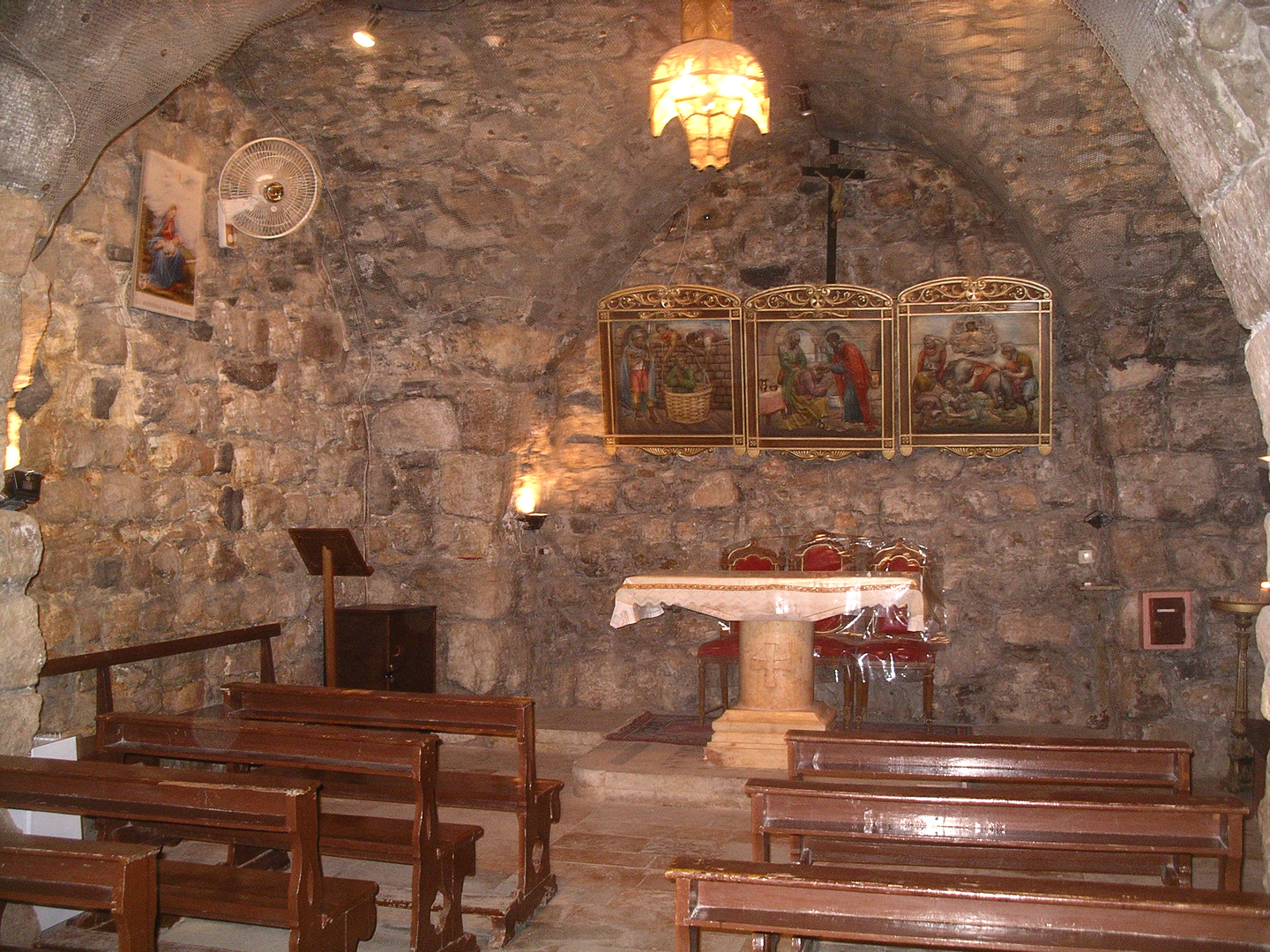
La très ancienne chapelle souterraine Saint-Ananie à Damas, dite maison de saint Ananie.